# Sigtrygg Silkeskägg

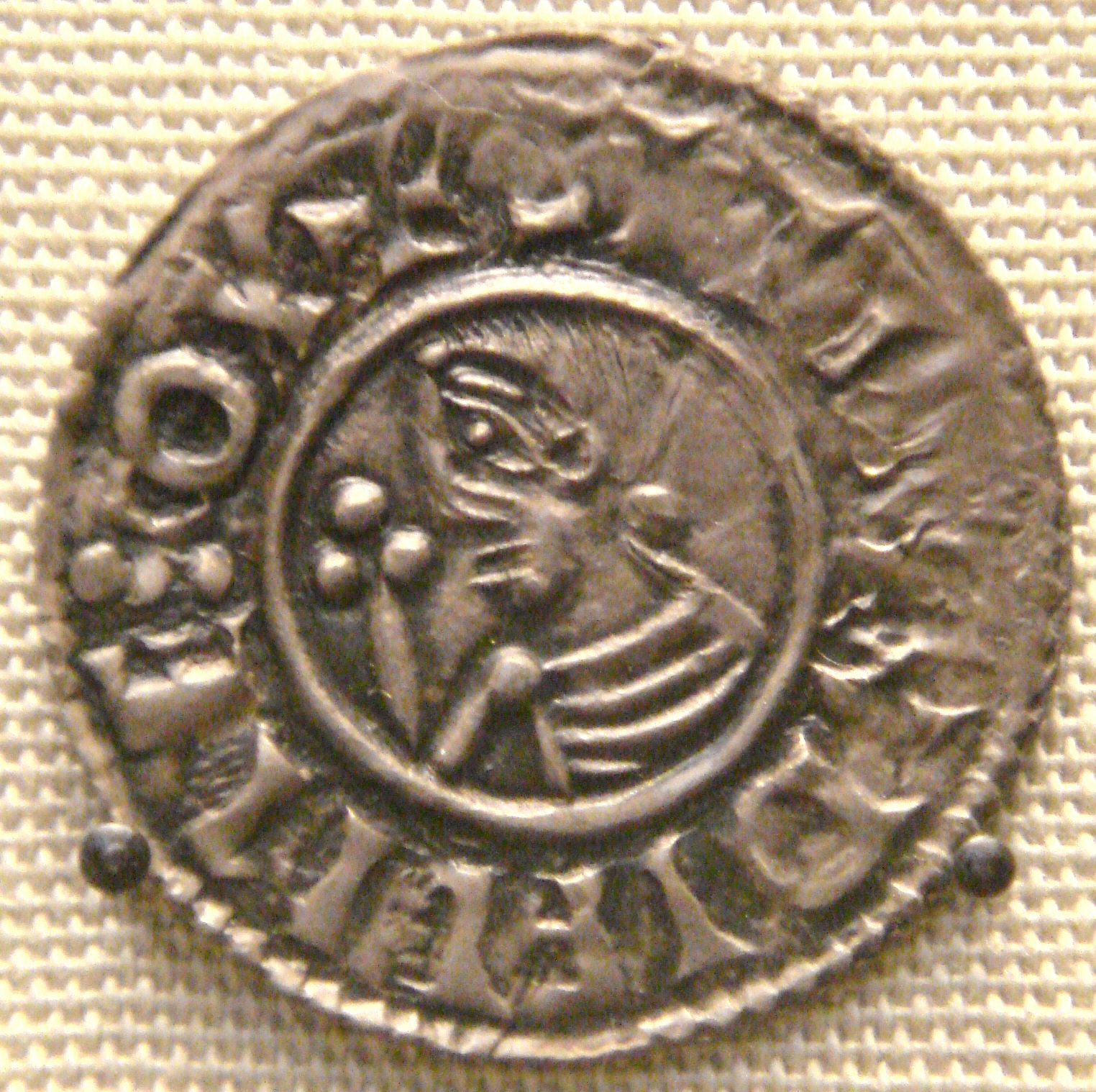
Kung Sigtrygg var den förste att slå mynt på Irland.

Sigtrygg Silkesskägg, född cirka 980 på Irland, död 1042 på Iona, var en nordgalisk kung i Dublin åren 989-1014.
Han var son till Olav Kvåran, även denne kung över Dublin, och Gormflaith (död 1030), dotter till kung Muircheartach av Leinster. Gossen Sigtrygg efterträdde sin halvbror Järnknä som kung 989.
Efter flera uppror så besegrades Sigtrygg slutligen 1014 i slaget vid Clontarf av Brian Boru som dock själv blev dräpt i slaget.